# Молчанов, Сергей Леонидович
Сергей Леонидович Молчанов (23 февраля 1963 — июль 2004) — советский хоккеист, нападающий. Мастер спорта СССР.

## Биография
Воспитанник ижевского хоккея. Практически всю карьеру (1980/81 — 1988/89, 1989/90 — 1992/93) провёл в «Ижстали». Дважды отдавался на стажировку в команды низших лиг — «Прогресс» Глазов (1981) и «Молот» Пермь (1982). В сезоне 1989/90 стал бронзовым призёров чемпионата СССР в составе воскресенского «Химика».
В первенстве СССР провёл за «Ижсталь» 520 игр, забросил 150 шайб, отдал 138 передач.
Чемпион Универсиады-1985.
Работал администратором на Северном рынке Ижевска.
Скончался в июле 2004 года.